# Luis Orcí
Luis Orcí Moreno (Pueblo de Seris, Sonora, México, 9 de junio de 1878 - Tucson, Arizona, Estados Unidos, 8 de septiembre de 1931) fue un médico y maestro mexicano de ascendencia italiana, que prestó sus servicios en la Normal del Estado de Sonora como catedrático de las materias de anatomía, fisiología e higiene.

## Biografía
Luis Orcí Moreno nació el 9 de junio de 1878 en Pueblo de Seris, Sonora, siendo hijo del comerciante Fernando B. Orcí y de María Moreno Villaescusa, quienes tenían su hogar y negocio de venta de telas por el callejón Morelos junto al Río Sonora, en un inmueble conocido como "La Casa Colorada". Tiempo después se mudan a una casa ubicada sobre la calle Pino Suárez en Hermosillo, lugar donde pasaría su infancia.
Realizó sus estudios de medicina en la Ciudad de México y regresó a Hermosillo para ejercer su profesión, acondicionando un espacio en su domicilio particular para establecer un consultorio, mudándolo tiempo después a la calle Serdán. Contrajo matrimonio con Mercedes Pesqueira con quien procreó 5 hijos: Luis, Agustín, Raúl, Daniel y Virginia.
Entre 1910 y 1920, fue nombrado Director del Hospital de Hermosillo y en 1916, incursionó también en el campo educativo, siendo de los maestros fundadores de la Escuela Normal del Estado; sin embargo, debido a sus múltiples ocupaciones se vio en la necesidad de renunciar a este cargo. También participó en el servicio público, desempeñándose en el Gobierno Municipal como 7° Regidor Propietario en las Administraciones de 1908 a 1910.
Durante la administración de 1910-1911 fue designado como 3er. Regidor Propietario, pero al triunfar la Revolución mexicana, el entonces presidente municipal Guillermo Arreola, tuvo que dimitir a su cargo el 8 de junio de 1911, por lo que el Dr. Luis Orcí tuvo que asumir el cargo de presidente municipal interino durante 12 días. Más adelante, fue Primer Regidor Propietario en las administraciones 1915-1916 y 1917-1918.
A pesar de su carrera política, nunca dejó de practicar la medicina, destacándose por su amplia labor humanitaria, llegando a ofrecer ayuda a sus pacientes cuando sabía que se encontraban en situación de pobreza.
En 1931, como consecuencia de su constante contacto con pacientes de tuberculosis, se contagió de esta enfermedad y pasó varios meses gravemente enfermo. Falleció en el St. Mary's Hospital de la ciudad de Tucson, Arizona el 8 de septiembre de 1931, lugar donde recibió su último tratamiento en contra de la enfermedad.
En 1947, se construyó un dispensario para consultas externas adjunto a la Casa San Vicente. Este dispensario recibió el nombre de "Clínica Torácica Luis M. Orcí" en honor a aquel individuo que entregó su vida en beneficio de los pacientes afectados por la tuberculosis. Asimismo, una calle de la ciudad lleva su nombre.